# Тетово (община)
Вижте пояснителната страница за други значения на Тетово.
Тетово (на македонска литературна норма: Општина Тетово; на албански: Komuna e Tetovës) е община, разположена в северозападната част на Северна Македония със седалище едноименният град Тетово.
Общината обхваща 19 села по горното течение на река Вардар в областта Долни Полог на площ от 261,89 km2. Населението на общината е 86 580 (2002) с гъстота от 330,60 жители на km2.

## Структура на населението
Според преброяването от 2002 година община Тетово има 86 580 жители.
| Етническа принадлежност | Процент |
| северномакедонци        | 23,16%  |
| албанци                 | 70,32%  |
| турци                   | 2,17%   |
| роми                    | 2,72%   |
| власи                   | 0,02%   |
| сърби                   | 0,70%   |
| бошняци                 | 0,18%   |
| други                   | 0,73%   |